# Airys zetafunktion
Inom matematiken är Airys zetafunktion, studerad av Crandall 1996, en speciell funktion analog till Riemanns zetafunktion och som är relaterad till nollställena av Airys funktion.

## Definition
Airyfunktionen
{\displaystyle \mathrm {Ai} (x)={\frac {1}{\pi }}\int _{0}^{\infty }\cos \left({\tfrac {1}{3}}t^{3}+xt\right)\,dt,}

Airyfunktionerna Ai och Bi

är positiv för positiva x, men oskillerar för negativa värden på x; serien av värden på x för vilka Ai(x) = 0, ordnade enligt deras absoluta värden, kallas för Airy-nollställen och betecknas med a1, a2, ...
Airys zetafunktion är funktionen definierad från serien nollställen enligt formeln
{\displaystyle \zeta _{\mathrm {Ai} }(s)=\sum _{i=1}^{\infty }{\frac {1}{|a_{i}|^{s}}}.}
Serien konvergerar då reella delen av s är större än 3/2 och kan fortsättas analytiskt till andra värden på s.

## Värden vid heltal
Värdet på Airys zetafunktion vid s = 2 är
{\displaystyle \zeta _{\mathrm {Ai} }(2)=\sum _{i=1}^{\infty }{\frac {1}{a_{i}^{2}}}={\frac {3^{5/3}\Gamma ^{4}({\frac {2}{3}})}{4\pi ^{2}}}}
där Γ är gammafunktionen.
Liknande evalueringar är även möjliga för större heltalsvärden på s.
Det har förmodats att analytiska fortsättningen av Airys zetafunktion vid 1 får värdet
{\displaystyle \zeta _{\mathrm {Ai} }(1)={\frac {-3^{-2/3}\Gamma ({\frac {2}{3}})}{\Gamma ({\frac {4}{3}})}}.}

### Allmänna källor
- Crandall, Richard E. (1996), ”On the quantum zeta function”, Journal of Physics. A. Mathematical and General 29 (21):  6795–6816, doi:10.1088/0305-4470/29/21/014, ISSN 0305-4470
- Weisstein, Eric W., "Airy Zeta Function", MathWorld. (engelska)